# William Slim, 1st Viscount Slim
William Slim, 1st Viscount Slim, KG, GCB, GCMG, GCVO, GBE, DSO, MC, KStJ, britanski general, politik in plemič, * 6. avgust 1891, † 14. december 1970.
Med letoma 1938 in 1952 je bil načelnik Imperialnega generalštaba ter med letoma 1953 in 1960 (zadnji) generalni guverner Avstralije.

## Življenje
Med prvo svetovno vojno se je sprva boril na Galipoliju, nato pa je bil premeščen v Mezopotamijo.
Med drugo svetovno vojno je sodeloval v bojih vzhodnoafriške kampanje, angleško-iranske vojske, sirsko-libanonske kampanje, angleško-sovjetsko invazije Perzije in burmanske kampanje.
Po vojni je bil pribočnik kralja Jurija VI., nakar se je upokojil 11. maja 1948; imel je ponudbo iz Pakistana in Indije, da postane vrhovni poveljnik njunih oboroženih sil, a je rajši postal podpredsednik Britanskih železnic.
Na poziv britanskega premiera se je vrnil v aktivno službo in postal načelnik Imperialnega generalštaba].
Potem je bil imenovan za generalnega guvernerja Avstralije.